# Philip Merivale
Philip Merivale (Manickpur, India, 2 de noviembre de 1886 – Los Ángeles, California; 12 de marzo de 1946) fue un actor teatral y cinematográfico de nacionalidad británica.

## Biografía
Nacido en la población de Manickpur, en la India, Merivale fue un respetado actor teatral que empezó a trabajar en la gran pantalla durante la época del cine mudo. En total, Merivale actuó en veinte filmes, siendo guionista de uno de ellos. 
Philip Merivale falleció a causa de una dolencia cardiaca en Los Ángeles, California (Estados Unidos, en 1946. Tenía 59 años de edad. 
Merivale se casó en dos ocasiones:
- La primera con la actriz Viva Birkett, (fallecida en 1934), y con la que tuvo cuatro hijos, entre ellos el actor John Merivale.
- La segunda con la también actriz Gladys Cooper, casándose la pareja el 30 de abril de 1937.

## Filmografía
- Trilby (1914)
- Whispering Shadows (1921)
- I Love You Wednesday (1933) (sin créditos)
- Give Us This Night (1936)
- Mr. & Mrs. Smith (Matrimonio original) (1941)
- Rage in Heaven (Alma en la sombra) (1941)
- Pacific Blackout (1941)
- Lady for a Night (Dama por una noche) (1942)
- This Above All (Sé fiel a ti mismo) (1942)
- Crossroads (1942)
- Los verdugos también mueren (1943) (sin créditos)
- This Land Is Mine (1943)
- Lost Angel (1943)
- The Hour Before the Dawn (1944)
- Nothing But Trouble (1944)
- Tonight and Every Night (1945)
- Adventure (1945)
- The Stranger (1946)
- Amor sublime (1946)